# Comuna de Mszczonów
Mszczonów (polaco: Gmina Mszczonów) é uma gminy (comuna) na Polónia, na voivodia de Mazóvia e no condado de Żyrardowski. A sede do condado é a cidade de Mszczonów.
De acordo com os censos de 2004, a comuna tem 10 895 habitantes, com uma densidade 75,2 hab/km².

## Área
Estende-se por uma área de 144,87 km², incluindo:
- área agricola: 77%
- área florestal: 16%

## Demografia
Dados de 30 de Junho 2004:
|                      | Total   | Total | Mulheres | Mulheres | Homens  | Homens |
| -------------------- | ------- | ----- | -------- | -------- | ------- | ------ |
|                      | pessoas | %     | pessoas  | %        | pessoas | %      |
| População            | 10 895  | 100   | 5658     | 51,9     | 5237    | 48,1   |
| Densidade (pop./km²) | 75,2    | 100   | 39,1     | 39,1     | 36,1    | 36,1   |

De acordo com dados de 2002, o rendimento médio per capita ascendia a 1767,32 zł.

## Subdivisões
- Adamowice, Badowo-Dańki, Badowo-Mściska, Badów Górny, Bobrowce, Ciemno-Gnojna, Gąba, Grabce Józefpolskie, Grabce-Towarzystwo, Janówek, Kamionka, Kowiesy, Lindów, Lutkówka, Lutkówka-Kolonia, Marianka, Marków-Towarzystwo, Nosy-Poniatki, Olszówka-Nowy Dworek, Osuchów, Pawłowice, Piekarowo, Piekary, Sosnowica, Strzyże, Suszeniec, Świnice, Wręcza, Wygnanka, Wymysłów, Zbiroża, Zimna Woda, Zimnice.

## Comunas vizinhas
- Biała Rawska, Błędów, Kowiesy, Pniewy, Puszcza Mariańska, Radziejowice, Żabia Wola